# Annabelle Alixe
Annabelle Alixe, née le 9 janvier 1981, est une basketteuse en fauteuil roulant évoluant actuellement au club de Élan Chalon. Elle avait joué de 2008 à 2017 au club de Thonon Basket Handisport jusqu'à la dissolution de l'équipe à la fin du championnat 2016-2017. Elle fait aussi partie de l'équipe de France de handibasket féminine.

## Carrière
- 2003-2004 : loisir à Montpellier
- 2004-2005 : club de Claira (Perpignan), division nationale 2
- 2005-2006 : club de Claira, division nationale 1B
- 2006-janvier 2007 : club de Narbonne, division nationale 2
- janvier 2007-2008 : club de l’entente Feurs-Saint Étienne, division nationale 1C
- 2008-2010 : club Thonon Basket Handisport, division nationale 1C
- 2010-2014 : club Thonon Basket Handisport, division nationale 1B
- 2014-2017 : club Thonon Basket Handisport, division nationale 1A
- 2017-2018 : club Élan Chalon, division nationale 1B[3]
- 2018-2019 : club Élan Chalon, division nationale 1B

## Palmarès

### En club
- 2004-2005 : championne de France N2 avec Claira handisport[réf. nécessaire]
- 2006 : 3e à la coupe de France féminine avec la région PACA
- 2007 : 3e à la coupe de France féminine à Issy-les-Moulineaux avec la région Rhône-Alpes
- 2008 : championne de la coupe de France Féminine avec la région Rhône-alpes, à Andrézieux-Bouthéon
- 2008-2009 : vice-championne de France de Nationale 1C

### En sélection
- 2006 : 8e aux championnats du monde à Amsterdam (Pays-Bas)
- 2007 : 5e aux championnats d’Europe à Wetzlar (Allemagne)
- 2009 : 4e aux Championnats d’Europe en Angleterre